# Gemeinschaftskraftwerk Inn

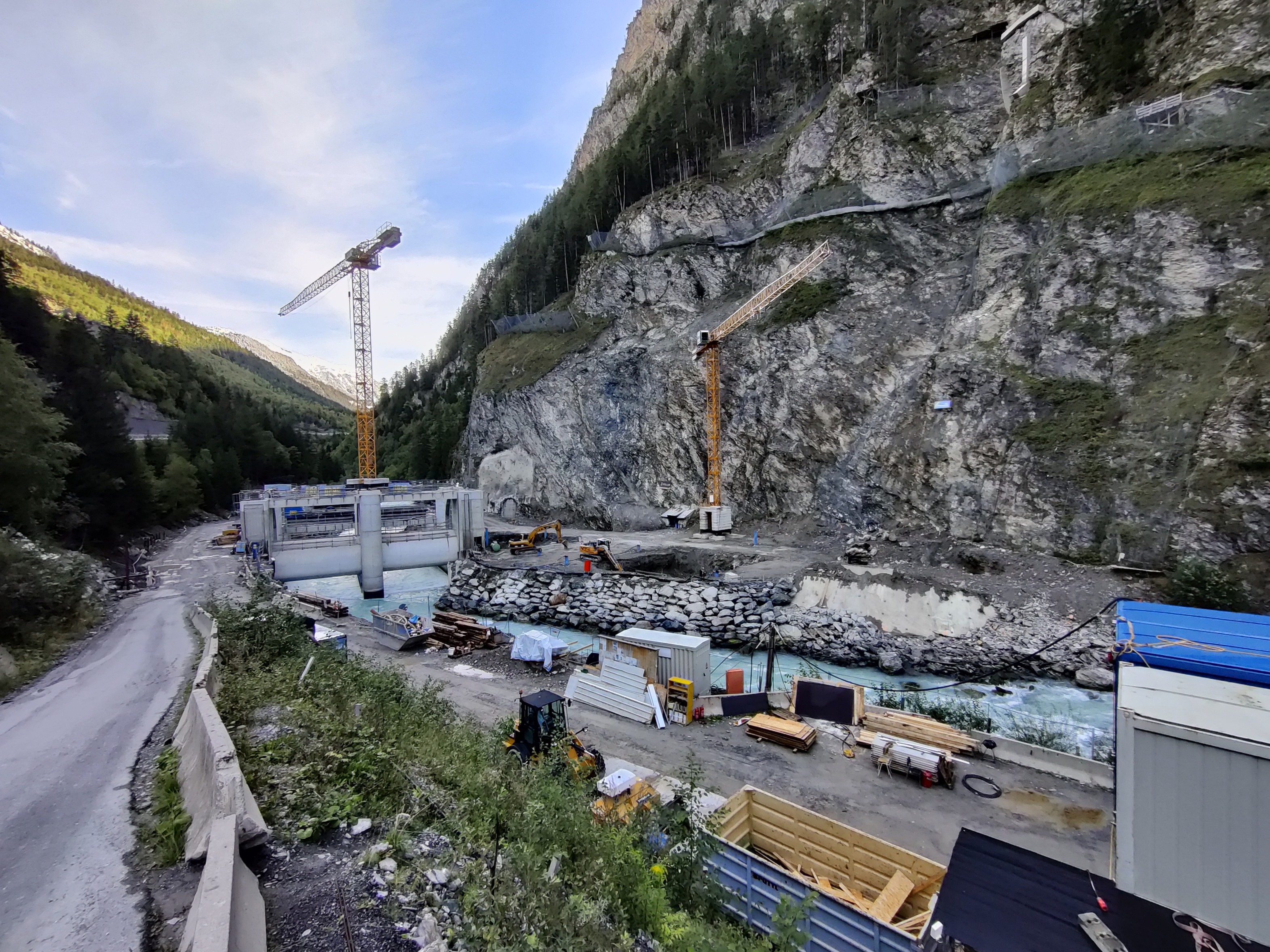
Baustelle Wehranlage Ovella (September 2020)

Das Gemeinschaftskraftwerk Inn, abgekürzt GKI, ist ein Mitteldruck-Laufwasserkraftwerk am Inn im österreichisch-schweizerischen Grenzgebiet im Oberen Gericht, das im Jahr 2022 in Betrieb ging. Die Wasserfassung befindet sich unterhalb von Martina im Engadin, das Maschinenhaus in Prutz in Tirol. 

## Geschichte
Bereits in den 1920er-Jahren entstanden erste Pläne für die Nutzung des Inns im Engadin und im Tirol. Eine österreichisch-schweizerische Kommission befasste sich ab 1952 mit den rechtlichen Fragen einer gemeinsamen Nutzung. Nach mehr als 50 Jahren Verhandlungen konnte 2005 ein Staatsvertrag unterzeichnet werden.
Im Jahr 2006 wurde unter Beteiligung der TIWAG, der Verbund AG und der Engadiner Kraftwerke (EKW) die Gemeinschaftskraftwerk Inn GmbH gegründet. Die Verbund AG verkaufte ab 2014 ihre Beteiligung von ursprünglich 50 % an die TIWAG, sodass diese im Jahr 2020 an der Gesellschaft 86 % hielt und die EKW 14 %.   
Der Bau des Kraftwerks begann im Sommer 2014 an den drei Baustellen in Ovella, wo die Wehranlage⊙ steht, bei Maria Stein für den Ausbruch des Triebwasserstollens⊙ und in Prutz für den Bau des Krafthauses Prutz/Ried⊙.    
Geologische Schwierigkeiten bei der Baustelle des Wehrs, die unterhalb einer instabilen Felswand liegt, führten zu Verzögerungen im Projektplan. Das Wehr und das Krafthaus wurden im Herbst 2018 fertiggestellt. Der Triebwasserstollen wurde von Maria Stein aus mit Tunnelvortriebsmaschine (TVM) ausgebrochen. Die TVM Nord musste 9,8 km des Stollens ausbrechen und erreichte im April 2019 ihr Ziel bei der Wehranlage, die TVM Süd erreichte im Juli ihr Ziel bei Krafthaus Prutz/Ried, nachdem sie 12 km Stollen ausgebrochen hatte.
Das Kraftwerk wurde am 4. November 2022 nach fast acht Jahren Bauzeit in Betrieb genommen. Aufgrund der aufwendigen und herausfordernden Bauarbeiten stiegen die Kosten von den geschätzten 460 auf 620 Mio. Euro.

## Technik
Beim Gemeinschaftskraftwerk Inn handelt es sich um ein Ausleitungskraftwerk. Das Wasser des Inns wird bei Ovella ungefähr 2,5 km unterhalb von Martina gefasst und durch einen 23,5 km langen Druckstollen auf der rechten Talseite über die Landesgrenze hinweg zum Krafthaus Prutz/Ried geführt, wo es von zwei Francis-Turbinen verarbeitet wird. Das Unterwasser fließt durch einen 300 m langen Kanal in den Inn ab. Die installierte Leistung des Kraftwerks beträgt 89 MW, die geplante jährliche Erzeugung soll bei 414 GWh liegen, was einer geplanten durchschnittlichen Leistung von knapp 50 MW entspricht.
Die Wehranlage bildet einen Aufstau der bis nach Martina reicht. Das Staubecken ist bis zu 15 m tief und hat einen nutzbaren Inhalt von 500.000 m³. Am Wehr wird weiterhin Wasser in den Inn abgegeben, saisonal und dem Zustrom im Oberlauf angepasst. Dieses Restwasser wird in einem Dotierkraftwerk zur Stromerzeugung genutzt.   